# Rik Platvoet
Rik Platvoet (Enschede, 6 augustus 1975) is een Nederlandse oud-voetballer.
Als pupil speelde Platvoet voor De Tubanters in Enschede, maar al snel maakte hij de overstap naar FC Twente. Hij gold als groot talent en speelde in alle Nederlandse jeugdelftallen. Zijn echte doorbraak bleef echter uit. Hij speelde sinds 1992 voor uiteenlopende clubs, achtereenvolgens FC Twente, MVV, Emmen, Heracles Almelo, ADO Den Haag, VVV-Venlo en Go Ahead Eagles. Op 9 november 2002 scoorde hij namens Heracles vijf doelpunten in een uitwedstrijd tegen SC Cambuur, dat uiteindelijk met 7-1 verslagen werd. Enkel Uğur Yıldırım en Johan Voskamp waren ooit vaker trefzeker in een Eerste divisie-wedstrijd.

## Statistieken
| Seizoen | Club            | Land      | Competitie     | Wed. | Goals |
| ------- | --------------- | --------- | -------------- | ---- | ----- |
| 1992/93 | FC Twente       | Nederland | Eredivisie     | 2    | 0     |
| 1993/94 | FC Twente       | Nederland | Eredivisie     | 0    | 0     |
| 1994/95 | FC Twente       | Nederland | Eredivisie     | 24   | 5     |
| 1995/96 | FC Twente       | Nederland | Eredivisie     | 17   | 2     |
| 1996/97 | MVV             | Nederland | Eerste divisie | 33   | 16    |
| 1997/98 | Emmen           | Nederland | Eerste divisie | 29   | 13    |
| 1998/99 | FC Twente       | Nederland | Eredivisie     | 7    | 0     |
| 1999/00 | Heracles Almelo | Nederland | Eerste divisie | 6    | 0     |
| 2000/01 | Heracles Almelo | Nederland | Eerste divisie | 26   | 11    |
| 2001/02 | Heracles Almelo | Nederland | Eerste divisie | 22   | 12    |
| 2002/03 | Heracles Almelo | Nederland | Eerste divisie | 34   | 28    |
| 2003/04 | ADO Den Haag    | Nederland | Eredivisie     | 12   | 0     |
| 2004/05 | ADO Den Haag    | Nederland | Eredivisie     | 12   | 2     |
| 2004/05 | VVV-Venlo       | Nederland | Eerste divisie | 18   | 2     |
| 2005/06 | VVV-Venlo       | Nederland | Eerste divisie | 20   | 7     |
| 2006/07 | VVV-Venlo       | Nederland | Eerste divisie | 10   | 0     |
| 2007/08 | Go Ahead Eagles | Nederland | Eerste divisie | 12   | 2     |
| Totaal  | Totaal          | Totaal    | Totaal         | 284  | 100   |